# جیل‌لیک
جیل‌لیک (به لاتین: Cillik) یک منطقه مسکونی در جمهوری آذربایجان است که در شهرستان بالاکن واقع شده است.